# Râul Muereasca
Râul Muereasca este un curs de apă, afluent de dreapta al râului Olt. 

## Afluenți
- de stânga — Pălăoaia
- de dreapta — Pârâul Câinelui, Dosu, Fântâna Tulbure